# Campeonato Europeo de Gimnasia en Trampolín de 2018
El XXIV Campeonato Europeo de Gimnasia en Trampolín se celebró en Bakú (Azerbaiyán) entre el 12 y el 15 de abril de 2018 bajo la organización de la Unión Europea de Gimnasia (UEG) y la Federación Azerbaiyana de Gimnasia.
Las competiciones se realizaron en la Arena Nacional de Gimnasia de la capital azerbaiyana. 